# 키론 케르
키론 케르(힌디어: किरण खेर, 영어: Kirron Kher, 1955년 6월 14일 ~ )는 인도의 배우이다.

## 참여 작품
- 도스타나
- 옴 샨티 옴
- 네버 세이 굿바이 (영화)
- 파나 (2006년 영화)
- 랑 데 바산티
- 비르와 자라
- 내가 여기 있잖아
- 데브다스

### 텔레비전
- ER (드라마)